# Die tollkühne Hexe in ihrem fliegenden Bett
Die tollkühne Hexe in ihrem fliegenden Bett (Originaltitel: Bedknobs and Broomsticks) ist eine Disney-Fantasy-Komödie von Robert Stevenson aus dem Jahr 1971. Das Besondere an diesem Film ist die Vermischung von Realszenen mit Zeichentrickszenen. Der Film basiert auf dem Roman Eine tolle Hexe (Originaltitel: Bedknob and Broomsticks) von Mary Norton.
Der deutsche Titel des Films spielt auf die Filmkomödie Die tollkühnen Männer in ihren fliegenden Kisten an.

## Handlung
(Handlung der deutschen Version. Die englische Version enthält einige zusätzliche Szenen.)
Die Handlung spielt in England zur Zeit des Zweiten Weltkrieges. In der Anfangsszene fragt ein britischer Offizier einen Einheimischen nach dem Städtchen Pepperinge Eye. Dieser entgegnet, keine Auskunft geben zu dürfen, und überpinselt soeben den Wegweiser, für den Fall, dass die Deutschen eine Invasion durchführen. In der alten Burg von Pepperinge Eye werden aus London evakuierte Kinder ihren Pflegefamilien auf dem Land zugeteilt. Unter ihnen sind auch die Geschwister Charles, Carrie und Paul Rawlins. Als die allein auf einem großen Landsitz lebende Miss Caroline (im Original: Eglantine) Price den Ort erreicht, um ein Postpaket abzuholen, werden ihr die drei Kinder zugeteilt, welche sie nur höchst widerwillig mit sich nimmt.
Gleich nach ihrer Ankunft planen die Geschwister schon in der ersten Nacht ihre Flucht zurück nach London. Währenddessen packt Miss Price das erhaltene Paket aus. Es handelt sich hierbei um einen Zauberbesen, den sie vom Fernlehrinstitut für magische Wissenschaft in London erhält, an dem sie bereits seit längerem Hexerei studiert. Der beiliegende Brief stammt vom Direktor des Instituts, Professor Emelius Browne. Miss Price schafft es nach einigen Anläufen tatsächlich, mit dem Besen zu fliegen, wird jedoch übermütig und stürzt ab, wobei der Besen zerstört wird. Dabei wird sie von den Kindern beobachtet, die gerade auszureißen versuchten. Daraufhin beschließen die Kinder, zu bleiben, um die Hexe zu erpressen.
Als Charles am nächsten Morgen offenbart, dass die Kinder die Wahrheit wissen, erhalten sie von Miss Price als Pfand für ihre Verschwiegenheit einen mit einem Reisezauber belegten Bettknauf. Kurz darauf trifft erneut ein Brief von Emelius Browne ein, der mitteilt, dass das Hexereiinstitut aufgrund des Krieges geschlossen wurde und Miss Price die letzte Lektion des Kurses, an der sie besonders interessiert war, nicht mehr erhält.
Die Hexe leiht sich daraufhin von den Kindern den Bettknauf und reist gemeinsam mit ihnen auf dem fliegenden Bett, an dem der verzauberte Bettknauf angeschraubt werden muss, nach London. Dort treffen sie Emelius Browne, der sich jedoch als ein in Wahrheit schlechter Straßenzauberer entpuppt, dem bei einer Vorstellung sogar die eigenen Tricks misslingen. Miss Price verlangt von ihm die Herausgabe des letzten Zauberspruchs. Als Browne dies verweigert, verwandelt Miss Price ihn kurzzeitig in ein Kaninchen. Browne ist sprachlos, als er sieht, dass seine Zaubersprüche tatsächlich funktionieren. Er erklärt, dass er die Sprüche einem alten Buch entnommen habe. Mit dem Bett begibt sich die Gruppe zu Brownes Haus, einem wegen eines nebenan liegenden Bombenblindgängers leerstehenden Herrenhaus, das er in Besitz genommen hat.
Miss Price muss den redseligen Browne jedoch erneut in ein Kaninchen verwandeln, bevor dieser das Buch Die Zaubersprüche des Astoroth herausrückt. Miss Price stellt fest, dass der letzte Teil des Buches samt dem letzten Spruch fehlt. Den zweiten Teil besitzt laut Browne ein Straßenhändler, der im Streit mit ihm das Buch auseinanderriss. Währenddessen erkunden die Kinder das Haus. Paul findet dort ein Kinderbuch über Naboombu, eine von sprechenden Tieren bevölkerte Insel, und nimmt es mit sich.
Die Gruppe wird von Browne zur Portobello Road geführt, einem Flohmarkt in London, wo sie nach der zweiten Hälfte des Buches suchen. Sie werden jedoch bis zum Feierabend nicht fündig. Plötzlich taucht Mr. Swinburn auf, der Handlanger eines Buchhändlers, und zwingt die Gruppe, mit ihm zu gehen. Sie wird in einen Kellerraum geführt, in dem der Buchhändler wartet, der die zweite Hälfte besitzt. Miss Price und der Buchhändler tauschen ihre Hälften aus, müssen jedoch feststellen, dass keine der beiden den Spruch enthält. Im Buch steht bloß, dass der Spruch auf einen Stern eingraviert steht, den der Zauberer Astoroth um den Hals getragen haben soll. Dieser Stern wurde ihm laut Legende von Tieren gestohlen, mit denen er experimentiert hatte. Diese Tiere seien geflohen und lebten seither auf einer einsamen Insel namens Naboombu.
Nun zeigt Paul den Erwachsenen das Buch, welches die Existenz der Insel beweist. Miss Price, die Kinder und Mister Browne fliehen mit dem Bett aus der Gewalt des Buchhändlers und fliegen in die Lagune vor der Insel Naboombu, wo sie auf einen sprechenden Kabeljau und weitere Meerestiere treffen. Nach einem kurzen Aufenthalt in einem Tanzclub unter Wasser werden sie von einem sprechenden Bären mit einer Angel herausgefischt, der sie schließlich auf ihre Bitte hin zum König der Insel, einem jähzornigen Löwen, bringt. Dieser trägt tatsächlich den Stern des Astoroth um den Hals. Um den König positiv zu stimmen, erklärt sich Browne bereit, als Schiedsrichter bei einem Fußballspiel der Tiere zu fungieren. Da das Spiel jedoch äußerst unfair und völlig ohne Regeln vor sich geht, wird Browne immer wieder umgerannt, bis die Mannschaft des Königs den Sieg davonträgt. Nach dem Spiel hilft Browne dem König in den Mantel und nimmt ihm dabei den Stern ab. Danach machen sich die Menschen so schnell wie möglich aus dem Staub. Kurz vor ihrer Flucht wird jedoch der Diebstahl bemerkt und Miss Price kann die Gruppe nur retten, indem sie den König in ein Kaninchen verwandelt.
Nachdem sie auf dem Bett wieder zurück ins Landhaus geflogen sind, will Miss Price die magischen Worte „Treguna Mekoides Trecorum Satis Dee“, einen Bewegungszauberspruch, gleich ausprobieren. Der Spruch gelingt tatsächlich und sämtliche Kleidungsstücke im Anwesen erwachen zum Leben, werden jedoch mit der Zeit immer böswilliger. Nur mit Mühe kann der Spruch unterbrochen werden. Noch am selben Abend verabschiedet sich Browne, um zurück nach London zu fahren. In der Nacht landen jedoch deutsche Truppen an der Küste, nehmen Miss Price und die Kinder gefangen und sperren sie in die Burg von Pepperinge Eye. Auch Browne bemerkt am Bahnhof die Soldaten, die dort Kabel durchschneiden. Aus Besorgnis um Miss Price läuft er zurück zum Landhaus, findet da jedoch niemanden. Als er von den Soldaten bemerkt wird, verbarrikadiert er sich in einem Zimmer und schafft es, sich selbst in ein Kaninchen zu verwandeln und in dieser Gestalt bis zu Miss Price und den Kindern zu gelangen. In der Burg mobilisiert Miss Price mit dem Zauberspruch sämtliche alten Rüstungen und Uniformen, die dort ausgestellt sind. Anschließend marschieren diese gegen die Deutschen an, welche sich mit Maschinengewehren gegen die menschenleeren Rüstungen zur Wehr setzen, was jene jedoch nicht aufhält. Hals über Kopf fliehen die Invasoren zurück auf ihr Schiff, sprengen jedoch zuvor noch das Hexenarchiv. Miss Price, welche den Vormarsch ihrer verzauberten Truppen fliegend auf einem Besen begleitet hat, wird von der Explosion überrascht und fällt zu Boden, und mit ihr sacken auch die leeren Rüstungen und Uniformen zusammen. Zu ihrem Bedauern wurden ihre sämtlichen Zaubersprüche vernichtet. Der Bettknauf jedoch übersteht in Pauls Besitz den Angriff.

## Das Fußballspiel der Tiere
Das Fußballspiel der Tiere wird von vielen irrtümlich als eigenständiger Kurzfilm angesehen. Tatsächlich ist diese siebenminütige Nebenhandlung Teil des Films Die tollkühne Hexe in ihrem fliegenden Bett.
Die Tiere des Fußballspiels wurden 1990 als Überraschungseierfiguren von Ferrero unter dem Namen Die Dribbel Boys veröffentlicht.

## Deutsche Fassung
Die deutsche Synchronbearbeitung fertigte 1971 die Simoton Film Berlin an. Für Dialoge, Liedertexte und Synchronregie zeichnete Eberhard Cronshagen verantwortlich. Die musikalische Leitung hatte Heinrich Riethmüller. Für die deutsche Fassung wurden dabei nicht nur der Name der Hexe von „Eglantine Price“ in „Caroline Price“ geändert, sondern auch alle direkten Hinweise auf die Zeit der Handlung, den Zweiten Weltkrieg, getilgt. So waren in dem für die deutsche Kinoauswertung angefertigten Vorspann beispielsweise keinerlei Bilder der Soldaten Nazi-Deutschlands mehr zu finden. Statt der einführenden Worte „England in the August of the Year 1940“ erschien in der deutschen Kinofassung nur ein vernebelndes „Es war einmal …“. Für die 2003 veröffentlichte DVD fand jedoch wieder der englischsprachige Original-Vorspann Verwendung. Auch aus den Dialogen wurde jede Anspielung auf das nationalsozialistische Deutschland oder die Wehrmacht gestrichen.
Die ursprüngliche deutsche Kinofassung hatte eine Laufzeit von ca. 100 Minuten, die heute bekannte Fassung, die auch auf VHS und DVD veröffentlicht wurde und im TV zu sehen ist, dauert hingegen nur noch 89 Minuten. Die zum 25-jährigen Jubiläum in den USA veröffentlichte DVD-Fassung hat dagegen eine Länge von 139 Minuten. Der Film startete am 15. Dezember 1972 in den deutschen Kinos.

### Synchronisation
| Rolle                     | Darsteller          | Synchronsprecher       |
| ------------------------- | ------------------- | ---------------------- |
| Caroline Price            | Angela Lansbury     | Christa Berndl         |
| Emelius Browne            | David Tomlinson     | Friedrich Schoenfelder |
| Buchhändler               | Sam Jaffe           | Hans Hessling          |
| Carrie Rawlins            | Cindy O’Callaghan   | Sabine Clasen          |
| Charlie Rawlins           | Ian Weighill        | Benjamin Völz          |
| Paul Rawlins              | Roy Snart           | Andrej Brandt          |
| Mrs. Jessica Hobday       | Tessie O’Shea       | Ursula Krieg           |
| Mr. Rowan Jelk            | Roddy McDowall      | Wilfried Herbst        |
| Swinburn                  | Bruce Forsyth       | Gerd Martienzen        |
| Oberst Heller             | John Ericson        | Thomas Danneberg       |
| Captain Ainsley Greer     | Arthur Gould-Porter | Helmut Heyne           |
| General Sir Brian Teagler | Reginald Owen       | Siegfried Schürenberg  |
| König Leonidas            | Lennie Weinrib      | Arnold Marquis         |
| Sekretär                  | Lennie Weinrib      | Peter Schiff           |
| Bär                       | Dallas McKennon     | Edgar Ott              |
| Kabeljau                  | Robert Holt         | Erich Fiedler          |

## Hintergrund
Die englische Kinderbuchautorin Mary Norton hatte 1943 ihr erstes Kinderbuch Das Zauberbett (The Magic Bed-Knob zu deutsch: Der magische Bettknauf) veröffentlicht. Im August 1945 berichtete die Variety, dass Walt Disney die Filmrechte an dem Buch erworben hätte. 1947 veröffentlichte Norton Bonfires and Broomsticks (zu deutsch: Lagerfeuer und Besenstiele; deutscher Buchtitel unbekannt), die beiden Kinderbücher wurden 1957 zu Eine tolle Hexe (Bed-Knob and Broomsticks) zusammengefasst. Während den Verhandlungen mit der australischen Schriftstellerin P. L. Travers an den Filmrechten für Mary Poppins im Jahr 1961 wurde als Alternativprojekt eine Filmadaption von Eine tolle Hexe in Betracht gezogen. Als die Verhandlungen ins Stocken kamen, gab Disney den Sherman-Brüdern die Anweisung, mit dem Projekt zu beginnen. Bei einer Drehbuch-Sitzung mit Produzent Bill Walsh und Autor Don DaGradi schlief Walt Disney in seinem Stuhl ein, während die Sherman-Brüder das Lied „Eglantine“ sangen. Als Disney die Rechte an Mary Poppins doch erwarb, wurde das Projekt eingestellt.
Im Frühjahr 1966 nahmen die Sherman-Brüder ihre Arbeit an Eine tolle Hexe wieder auf, jedoch wurde das Projekt aufgrund der Ähnlichkeiten mit dem Film Mary Poppins (1964) abermals eingestellt. Als der Vertrag der Sherman-Brüder mit den Disney-Studios 1968 auslief, wurden sie von dem Produzenten Bill Walsh in ihrem Büro kontaktiert, um mit der Arbeit an dem Film zu beginnen. Walsh, Don DaGradi sowie die Sherman-Brüder kamen wieder zusammen, um einige Monate an der Filmhandlung zu arbeiten. Obwohl es zu diesem Zeitpunkt nicht vorgesehen war, den Film zu produzieren, versprach Walsh den Shermans, dass er sie zurück ins Studio holen würde, um das Projekt zu vollenden, was er schließlich im November 1969 tat. In den Jahren 1970 und 1971 überarbeiteten die Sherman-Brüder ihre musikalischen Kompositionen für den Film. Das Lied, „The Beautiful Briny“ wurde eigentlich für Mary Poppins geschrieben (eine nicht veröffentlichte Szene im Film, wenn Mary Poppins an ihrem Kompass drehte und mit den Banks-Kinder an verschiedene exotische Orte reiste), und später eben für diesen Film Bedknobs and Broomsticks verwendet. Der Film war auch die letzte Koproduktionsarbeit von Disneys älterem Bruder, Roy O. Disney.
Kurzfassung (89 Minuten)
- Keine Angabe, in welchen Zeitraum es genau spielt. Sondern, wie in vielen Märchen, der Spruch: „Es war einmal …“
- Siehe Handlung
- Siehe Deutsche Fassung

Langfassung (139 Minuten)
- Am Anfang wird erklärt, dass es sich um das Jahr 1940 handelt, in dem The Blitz (deutsche Bombenangriffe) auf England erfolgten.
- Der britische Offizier, Captain Ainsley Greer (Arthur Gould-Porter), der im Auto sitzt und nach dem Weg gefragt hatte, wird bei Ankunft am Eingang des Schlosses von einem Einheimischen mit einem Gewehr bedroht. Er sagt dem Einheimischen, er sei ein Offizier der British Army. Wobei der schrullige, alte Einheimische erwidert: „Ja, das haben sie uns gesagt, dass ihr Feinde das sagen würdet!“ Worauf ein heftiges Handgemenge entsteht, was Mrs. Jessica Hobday (Tessie O’Shea) hört, die in einem großen Schloss-Saal mit Ritterrüstungen sitzt und die Flüchtlingskinder an örtliche Familien verteilt und sie in deren Obhut gibt. Sie steht auf und geht hinaus.
- General Sir Brian Teagler (Reginald Owen), der im Gleichschritt die örtlichen Heimgarde (Infanterietruppe) vor dem Schloss aufmarschieren lässt. Die alte Soldatentruppe singt dabei das Lied The Old Home Guard (zu deutsch: Die alte Heimgarde).
- Das Lied „The Age of Not Believing“ (zu deutsch: Zeitalter des Nichtglaubens) singt Caroline Price Charlie vor, der bei der Kommode neben dem Bett in dem Raum steht, in dem es vor dem ersten Flug immer stand. Anlass des Liedes ist, dass Charlie nun das Alter von 12 Jahren erreicht hat, welches die Kinder aufhören lässt, an Magie zu glauben. Während die Hexe es singt, macht sie mit seiner Schwester rasch noch das Bett (das Lied bekam auch als Bester Song eine Oscar-Nominierung; es kommt in der Instrumentalversion immer vor, wenn das verzauberte Bett fliegt).
- Der Filmteil, in dem die Protagonisten mit dem Bett nach London auf der Suche nach Professor Emelius Browne fliegen, wo er vor Publikum versucht zu zaubern, ist viel länger. Dabei singt der Professor das Lied: With A Flair (zu deutsch: Mit dem Talent).
- Es kommt mehr Musik von den Sherman-Brüder vor, die von Angela Lansbury und David Tomlinson gesungen werden, wie zum Beispiel im Haus in London (in dessen Garten sich eine nicht explodierte Fliegerbombe = Blindgänger befindet) die Lieder: Eglantine / Don't Let Me Down.
- Als sie zu dem Flohmarkt im Stadtteil der Portobello Road kommen, um nach dem anderen Buchteil des Zauberbuches zu suchen, wird das Lied Portobello Road gesungen; es tanzen britische Soldaten von verschiedenen Truppeneinheiten und in unterschiedlichen Uniformen dazu. Danach tanzen junge Frauen, aber auch Soldaten miteinander zu der instrumentalen Musik Portobello Street Dance.
- Das Fußballspiel der Tiere auf der Insel Naboombu und mit Mister Browne als Schiedsrichter ist länger. Zudem wird er viel öfter von den fußballspielenden Tieren überrollt.
- Als sie im Haus der Hexe ankommen und den Stern mit dem Zauberspruch des Zauberers Astoroth im Keller ausprobieren wollen, den der Professor Emelius Browne dem König Leonidas gestohlen hatte, verschwindet der Stern wieder in die Fantasiewelt von Naboombu. (Hier gibt es auch einen Logikfehler: als der Stern aus Mr. Brownes Taschentuch verschwindet, sagt Miss Price, Objekte würden nicht von einer Welt zur anderen gelangen. Sie, die Kinder, Mr. Browne sowie die Kleidung, Bett und Bettwäsche wechseln jedoch ohne Probleme von ihrer Welt nach Naboombu und zurück.)
- Professor Browne geht mit den Kindern im Ort Lebensmittel bei Mrs. Hobday einkaufen, die der Auffassung ist, dass er mit ihnen bei Miss Price bleiben wird. Er gibt zu, in Miss Price verliebt zu sein. Anschließend kommt der Pfarrer Mr. Rowan Jelk (Roddy McDowall) in den Laden und fragt, wer denn der Mann bei den Kindern war.
- Paul verrät, dass der Stern mit dem Zauberspruch die ganze Zeit in seinem Bilderbuch abgebildet war, was bedeutet, dass sie gar nicht erst nach Naboombu hätten reisen müssen.
- Die Landung der deutschen Wehrmachtsoldaten an der britischen Küste des Ortes.
- Die Hexe spricht mit Erfolg im Rittersaal den Bewegungszauber (Locomotion). Das Lied The Substitutiary Locomotion (Treguna Mekoides Trecorum Satis Di) ist ohne Unterbrechungen bzw. Schnitten zu sehen und hören. Das Lied handelt von den „Fünf Elementen“ und davon, den Dingen ein Leben zu geben, die noch keines haben: Treguna = Holz, Mekoides = Metall, Trecorum = Erde, Satis = Wasser, Dee = Feuer.

- Die Szenen der Gefechte mit den Ritterrüstungen und den Wehrmachtsoldaten sind stringenter, viel länger und auch lustiger. Dabei gibt es keine Toten; im gesamten Film sterben keine Menschen. Es wird nur angedeutet, dass Menschen, darunter die Eltern der Kinder, den deutschen Fliegerbomben-Angriffen zum Opfer fielen.

- Am Ende des Films tritt Emelius Browne in die Britische Armee ein und marschiert mit der örtlichen Heimgarde ab unter dem Befehl von General Sir Brian Teagler. Dabei singen sie wieder das Lied The Old Home Guard, während der kurze Abspann läuft.
- Nach dem Abspann erscheint eine Szene aus dem Buchladen, wo der Bookman (Sam Jaffe) das lädierte, in zwei Teile zerrissene Zauberbuch an seine Brust drückt und die Worte sagt: I don't mind saying to see is all together at last. Isn't much what I can do (deutsch: Es macht mir nichts aus zu sagen, zu sehen, dass schließlich alles wieder zusammen ist. Ist nicht viel, was ich tun kann. Diese Aussage bezieht sich zum Teil auf das Buch, das er in seinen Händen hält, und zum anderen Teil auf den Film, der oft gekürzt und zu oft geschnitten in den Kinos oder im Fernsehen zu sehen war). Danach läuft ein neuer, längerer Abspann mit der Instrumentalversion von The Substitutiary Locomotion, Angaben zu den mitwirkenden Schauspielern, den mitarbeitenden Technikern der restaurierten und möglicherweise so eigentlich in die Kinos kommenden rekonstruierten Ton, Farb- und Bild-Fassung des Films.

## Kritiken
Der film-dienst bewertete Stevensons Film in seiner zeitgenössischen Kritik als „[m]it etlichem Kitsch angereicherte Familienunterhaltung, die anspruchslos-sympathisch unterhält“.

## Auszeichnungen
- 1972: Oscar-Nominierungen

Beste Ausstattung
Beste Kostüme (Bill Thomas)
Beste Musik (Robert B. Sherman und Richard M. Sherman)
Bester Song „The Age of Not Believing“
Beste Spezialeffekte: Gewonnen Alan Maley, Eustace Lycett und Danny Lee.
- 1972 Golden Globe Nominierung

Beste Darstellerin in einer Komödie Angela Lansbury.

## Hörspiel-LP
1971 erschien im Label Disneyland eine aufwendige Hörspiel-LP mit integriertem Bilderbuch.

## DVD-Veröffentlichungen
- Die tollkühne Hexe in ihrem fliegenden Bett. Walt Disney Meisterwerke – Special Collection. Buena Vista Home Entertainment 2002 – PAL-Region-2-DVD mit der gekürzten deutschsprachigen Kinofassung (89 Minuten, ergänzt um einige Extras)
- Bedknobs and Broomsticks. Walt Disney Collection. Buena Vista Home Entertainment 2002 – PAL-Region-4-DVD mit der anlässlich des 25-jährigen Filmjubiläums 1996 restaurierten Fassung (134 Minuten, ergänzt um einige Extras)
- Die tollkühne Hexe in ihrem fliegenden Bett. Walt Disney Meisterwerke – Special Collection. Special Edition. Walt Disney Studios Home Entertainment, 2009 – PAL-Region-2-DVD mit der gekürzten deutschsprachigen Kinofassung (89 Minuten, ergänzt um einige Extras)

## Soundtrack
1965 gewannen die Brüder Robert und Richard Sherman für den Musical- und Fantasy-Film Mary Poppins zwei Oscars („Bester Filmsong“ und „Beste Filmmusik“). Sie hatten für den Film jedoch so viele Musikstücke komponiert, dass Walt Disney ihnen mitteilen musste, nicht alle Lieder für den Film verwenden zu können, da sonst der Film viel zu lang wird. (Siehe dazu den Absatz Hintergrund) Sie fanden nun in diesem Film Verwendung.
Robert B. Sherman und Richard M. Sherman: Bedknobs and Broomsticks. Original Motion Picture Soundtrack. Walt Disney Records, Burbank 2002, Tonträger-Nr. 60784-7, ISBN 0-7634-1924-9 – Originalaufnahme der Filmmusik unter der Leitung von Irwin Kostal
1. Overture from Bedknobs and Broomsticks / The Old Home Guard
2. The Age of Not Believing
3. With A Flair
4. A Step In The Right Direction
5. Eglantine / Don't Let Me Down
6. Portobello Road
7. Portobello Street Dance
8. The Beautiful Briny (deutscher Titel: „Auf dem herrlichen Meeresgrund“)
9. The Substitutiary Locomotion (Treguna Mekoides Trecorum Satis Di) (Bedeutung: Die fünf Elemente, die ein Leben den Dingen geben, die nicht bereits eines haben. Treguna = Holz, Mekoides = Metall, Trecorum = Erde, Satis = Wasser, Dee = Feuer)